# Félix Castelo

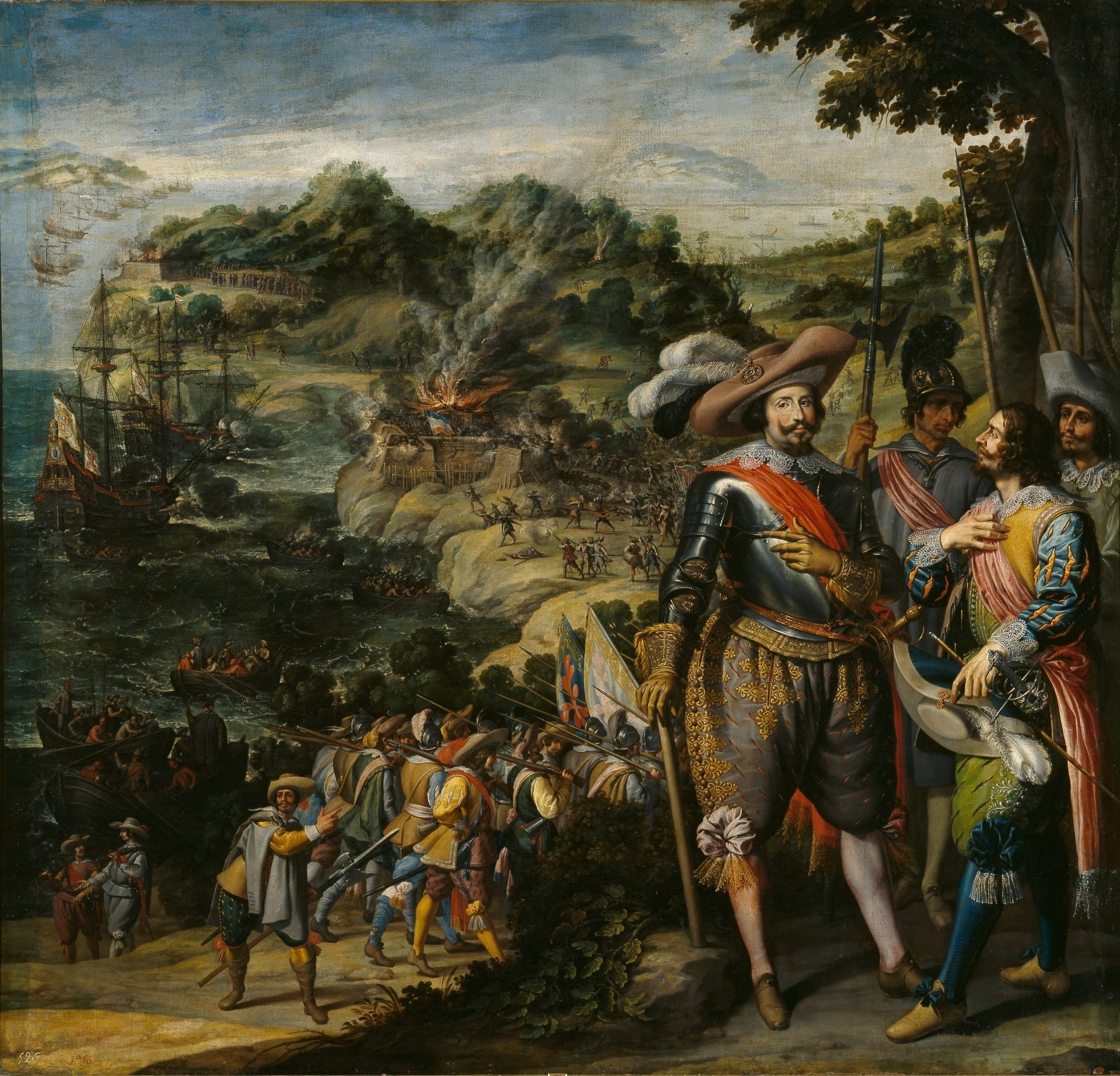
La recuperación de la isla de San Cristóbal, 1634-1635. Óleo sobre lienzo, 297 x 311 cm. Pintada originalmente para el Salón de Reinos, ahora en el Museo del Prado.

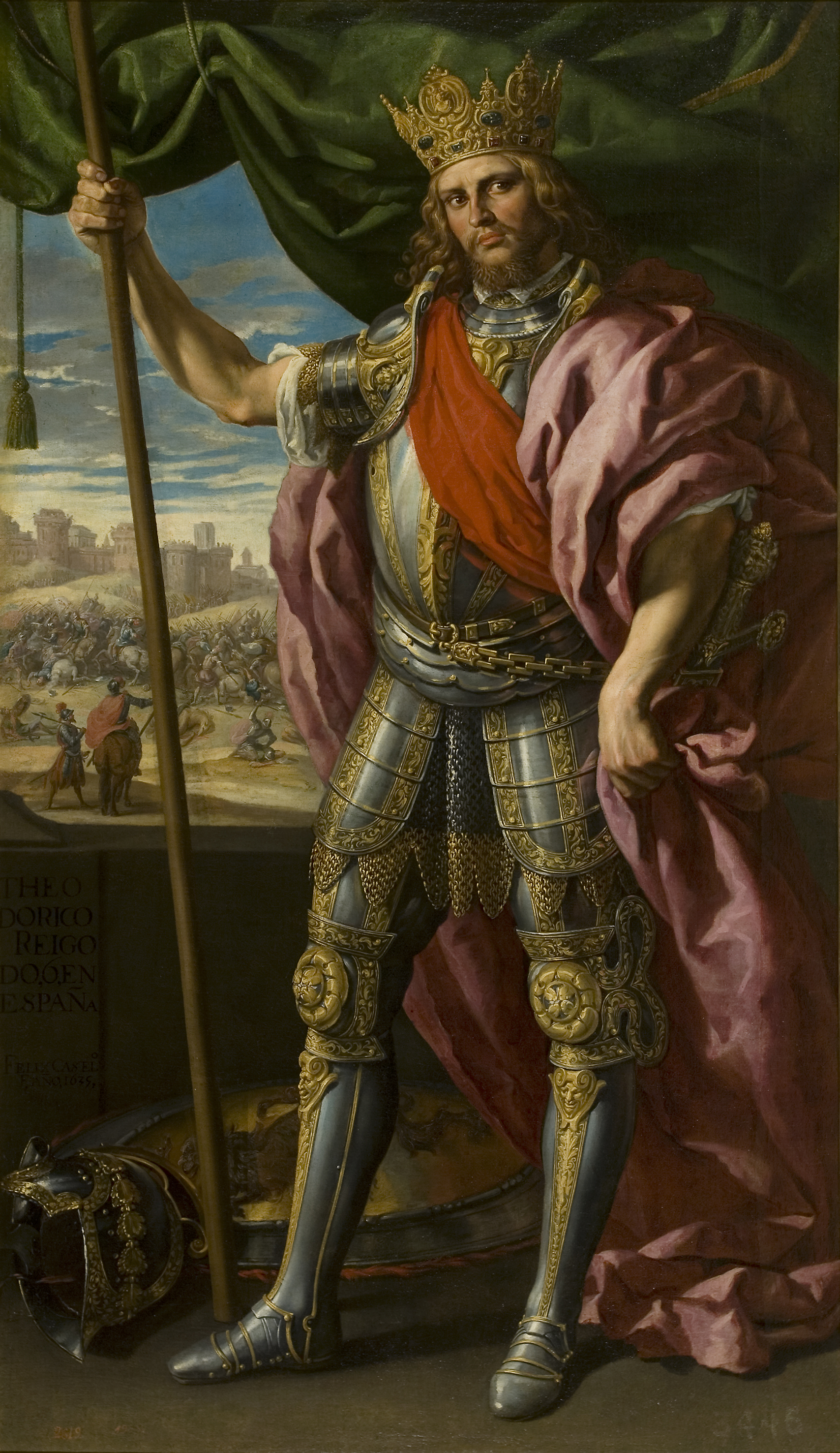
Teodorico, rey godo, 1635. Óleo sobre lienzo, 205,5 x 120,5 cm. Museo del Prado en depósito en el Museo del Ejército, Toledo.

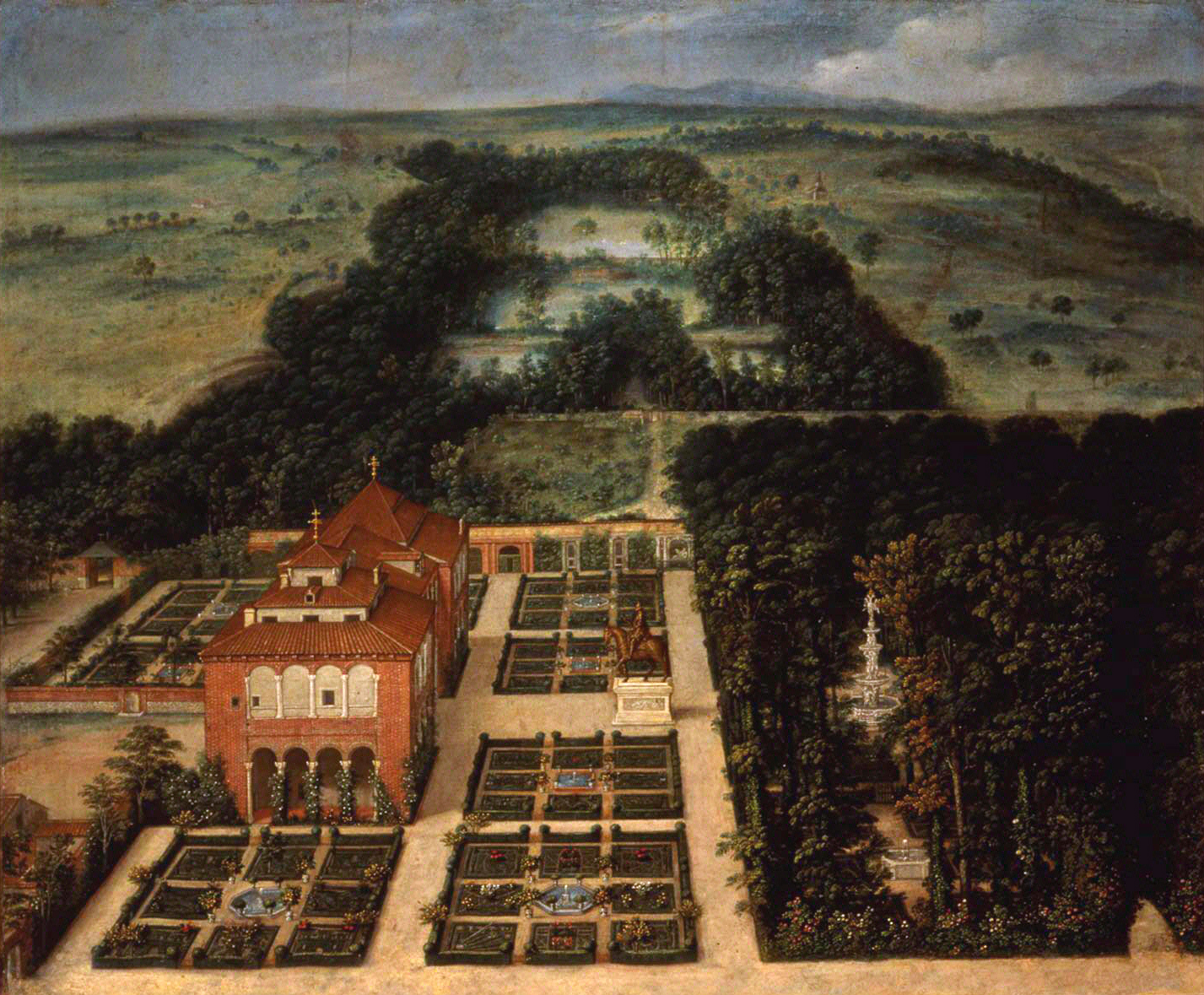
Paisaje de la Casa de Campo, 1634, Museo de Historia de Madrid.

Félix Castelo o Castello (Madrid, 1595-Madrid, 12 de septiembre de 1651) fue un pintor barroco español, miembro de una dinastía de artistas italianos encabezada por su abuelo, Giovanni Battista Castello, llamado el Bergamasco, quien se trasladó a España en tiempos de Felipe II, y continuada por su padre, Fabricio Castello, y su tío Nicolás Granello, formados en El Escorial, donde participaron en la decoración de la Basílica. Aunque su apellido suele aparecer castellanizado como Castelo, él firmó sus obras indistintamente de un modo y otro.

## Biografía y obra
Hijo de Fabricio y de Catalina Mata, fue bautizado el 4 de julio de 1595 en la parroquia de San Sebastián de Madrid. En diciembre de 1615 contrajo matrimonio en la misma iglesia con Catalina de Argüello, teniendo fijado su domicilio por entonces en la plazuela de Antón Martín. Dos años más tarde solicitó el título de pintor del rey, vacante a la muerte de su padre, alegando los servicios prestados a la corona por sus antepasados y la necesidad en la que se encontraban él y sus cinco hermanos menores, de los que debía hacerse cargo al haber fallecido también su madre en 1608 de sobreparto.
A pesar de estos orígenes familiares, su formación como pintor debió de realizarla junto a Vicente Carducho, de quien según Jusepe Martínez habría sido el discípulo más antiguo y con el que se confundían muchos de sus cuadros. Vinculado a él estilísticamente en las escasas obras conservadas, parece probable que permaneciese varios años trabajando como oficial de Carducho, pues hasta 1633 no hay noticias de su trabajo como pintor independiente. Para entonces (1627) ya había solicitado por segunda vez, sin éxito, la plaza de pintor del rey que había quedado vacante, ahora por la muerte de Bartolomé González. Para cubrir dicha plaza se consultó a Vicente Carducho, Eugenio Cajés y Diego Velázquez, mostrándose los tres conformes en proponer en primer lugar a Antonio de Lanchares, discípulo de Cajés. Tras él Carducho y Cajés propusieron a Castelo (relegado por Velázquez al tercer lugar, por detrás de Angelo Nardi), por ser 

«hombre de mucha suficiencia y esperiencia del ólio, fresco y temple y en todo general y digno desta plaza de pintor, por ser la que tubo su padre».

No obstante estos fracasos, en 1634 fue llamado a participar en la serie de cuadros de batallas para el Salón de Reinos del Palacio del Buen Retiro, correspondiéndole la realización del que lleva por título La recuperación de la isla de San Cristóbal (conservado hoy en el Museo Nacional del Prado), y al año siguiente firmó el Tedorico para la serie de reyes godos del mismo palacio. En ambos lienzos, junto al aspecto monumental de los personajes, indudablemente debido a Carducho, destaca la importancia y vivacidad que adquiere el paisaje, lo que permite explicar que el siguiente encargo que reciba de palacio sea una serie de cinco vistas de las casas de campo reales. Al mismo tiempo que trabajaba en el Teodorico contrató, en abril de 1635, la terminación de los retablos del Hospital de Tavera de Toledo que el Greco había dejado inacabados. En 1639, con Jusepe Leonardo, se comprometió a pintar ocho retratos de reyes para el Salón Nuevo del Real Alcázar, perdidos, y de nuevo con Leonardo y Angelo Nardi las pinturas del retablo de la Catedral de la Magdalena de Getafe, en el que le corresponden los lienzos que representan La Magdalena en el sepulcro y la Predicación de la Magdalena, en los que utilizó dibujos empleados ya por su maestro en la serie de historias cartujas del Paular. En 1641 recibió un nuevo encargo de la corte: la pintura del Sagrario de la capilla del Alcázar, y firmó el que quizá sea su trabajo más personal: la Parábola del convidado a las bodas para los Capuchinos de Segovia (actualmente en colección particular), obra notable en la que muestra su capacidad para componer una escena con muchos personajes, si bien inspirada en el lienzo del mismo asunto de Bartolomé Román para el monasterio de la Encarnación de Madrid.
No vuelven a tenerse noticias de su vida hasta noviembre de 1647, cuando enviudó, contrayendo inmediatamente nuevo matrimonio con Bárbara de Huete (febrero de 1648). Murió en Madrid el 12 de septiembre de 1651. Fuera de las obras citadas se conservan una Lactación de la Virgen a San Bernardo, firmada, en la Basílica de San Juan en Telde (Gran Canaria), tan próxima a Carducho que alguna vez se le ha atribuido, y algunas obras atribuidas por semejanza estilística, entre las que destaca el San Francisco de Asís en la Porciúncula del Museo del Prado.